# Luton
Luton ([ˈluːtən]IPA) je středně velké město a samostatný správný obvod v jihovýchodním anglickém hrabství Bedfordshire, jehož je největším sídlem. Žije zde přibližně 213 tisíc obyvatel, což z něj činí jedno z největších měst Spojeného království bez statutu city. Leží na řece Lea, z jejíhož názvu by jméno Luton mělo vycházet, zhruba 50 kilometrů severozápadně od Londýna. Jeho historie sahá do 6. století, kdy bylo založeno jako anglosaská osada. Luton je uveden v Domesday Book pod názvy Loitone a Lintone. V centru Lutonu se nachází jeden z největších kostelů hrabství, postavený ve 12. století a zasvěcený Panně Marii. Místní historii se věnují dvě muzea v Wardown Parku a Stockwood Parku. Na jihovýchod od města v přilehlých zahradách stojí venkovský dům Luton Hoo postavený v druhé polovině 18. století podle návrhu skotského architekta Roberta Adama, který je chráněn jako budova mimořádného významu.
Město bylo vyhlášeno výrobou klobouků, podle čehož se přezdívá místnímu fotbalovému klubu Luton Town FC „The Hatters“ a nacházely se zde továrna na osobní automobily (1905–2002) a sídlo automobilky Vauxhall Motors, které se v roce 2019 přesunulo do vesnice Chalton za hranice města. V roce 1938 zde bylo otevřeno letiště London Luton, které je ve 21. století pátým nejrušnějším letištěm v zemi. Kromě toho jsou zde také tři železniční stanice na dráze Midland Main Line spojující Londýn s Nottinghamem a Sheffieldem.
V Lutonu je jeden z kampusů University of Bedfordshire, která vznikla spojením University of Luton a kampusu De Montfortovy univerzity v Bedfordu. Ve městě se od roku 1976 pravidelně koná největší jednodenní karneval ve Spojeném království. a o víkendu nejblíže dni svatého Patrika probíhá festival pro místní početnou irskou komunitu. Další významnou komunitou Lutonu jsou Pákistánci, obě tyto skupiny se přistěhovaly kvůli zaměstnání ve Vauxhall Motors. V roce 2022 byl Luton třetí na seznamu „nejhorších měst ve Spojeném království“ podle uživatelů serveru iLiveHere.

## Obyvatelstvo
Etnický původ (sčítání v roce 2011):
- 54,6% – běloši (44,6% bílí Britové)
- 30,0% – Asiaté
- 9,8% – černoši
- 4,1% – míšenci
- 0,8% – Arabové
- 0,7% – ostatní

Náboženství (sčítání v roce 2011):
- 47,4% – křesťanství
- 24,6% – islám
- 3,3% – hinduismus
- 1,1% – sikhismus
- 0,3% – buddhismus
- 0,2% – judaismus
- 0,4% – ostatní náboženství
- 16,5% – bez vyznání
- 6,1% – neuvedeno

## Osobnosti
- Mick Abrahams (* 1943), britský kytarista
- Paul Young (* 1956), britský zpěvák a hudební skladatel
- David Arnold (* 1962), britský hudební skladatel
- Lewis Baker (* 1995), britský fotbalový záložník